# NGC 1161
NGC 1161 je čočková galaxie a galaxie s aktivním jádrem seyfertova typu 1.9. v souhvězdí Persea. Její zdánlivá jasnost je 11,1m a úhlová velikost 2,8′ × 2,0′. Je vzdálená 93 milionů světelných let, průměr má 73 000 světelných let. 
Galaxie leží mezi Místní nadkupou a Nadkupou Perseus-Pisces blízko středu místní proluky.
Objekt objevil 7. října 1784 William Herschel.